# Cristobalina
Cristobalina is een geslacht van rechtvleugeligen uit de familie Romaleidae. De wetenschappelijke naam van dit geslacht is voor het eerst geldig gepubliceerd in 1938 door Rehn.

## Soorten
Het geslacht Cristobalina  is monotypisch en omvat slechts de volgende soort:
- Cristobalina sellata (Rehn, 1938)